# CGC Viareggio 2005-2006
Questa voce raccoglie le informazioni riguardanti del CGC Viareggio nelle competizioni ufficiali della stagione 2005-2006.

## Stagione
Ventiseisema stagione di massima serie, A1. Il Viareggio, nel giro di tre anni, da quando è stato promosso, ha fatto un bel passo in avanti, come richiesto dal presidente Palagi. Ma il divario con le prime è ancora notevole: fanno fede la differenza di punti in classifica. Nei quarti play-off scudetto, i bianconeri affrontano ancora una volta, l'Hockey Novara. Tre partite tiratissime: sconfitta in Piemonte e doppia vittoria in casa, sempre con una differenza di un gol.
Per la quarta volta nella sua storia, il CGC è in semifinale: l'avversario è il Follonica, che eliminerà i bianconeri in due partite.
Per la terza volta nella sua storia gioca in Coppa CERS: viene eliminato al primo turno dalla squadra spagnola del Villanova, per una differenza reti di un goal.

## Maglie e sponsor
| 1ª divisa | 2ª divisa |

## Organigramma societario
- Presidente: Alessandro Palagi
- Vicepresidente: Massimo Barozzi
- Consiglieri: Renzo Pardini
- Direttore sportivo:
- Segretaria:
- Addetto stampa:

## Organico

### Giocatori
Dati tratti dal sito internet ufficiale della Federazione Italiana Sport Rotellistici.
| N° | Naz.                 | Ruolo    | Sportivo           |  |  |  |
| -- | -------------------- | -------- | ------------------ |  |  |  |
|    | Italia (bandiera)    | Portiere | Roberto Salsi      |  |  |  |
|    | Argentina (bandiera) | Esterno  | Juan Travasino     |  |  |  |
|    | Argentina (bandiera) | Esterno  | Sebastian Molina   |  |  |  |
|    | Italia (bandiera)    | Portiere | Leonardo Barozzi   |  |  |  |
|    | Argentina (bandiera) | Esterno  | Martin Montivero   |  |  |  |
|    | Italia (bandiera)    | Esterno  | Crudeli            |  |  |  |
|    | Italia (bandiera)    | Esterno  | Nicola Palagi      |  |  |  |
|    | Italia (bandiera)    | Esterno  | Natante            |  |  |  |
|    | Italia (bandiera)    | Esterno  | Giannelli          |  |  |  |
|    | Italia (bandiera)    | Esterno  | Simone Strenghetto |  |  |  |

### Staff tecnico
- 1º Allenatore:  Alessandro Cupisti
- 2º Allenatore: n.a.
- Meccanico: